# 叶宁 (舞蹈家)
叶宁（1919年9月—2017年6月10日），曾用名叶百令，女，浙江桐庐人，中国舞蹈理论家、美学家、教育家，曾任中国舞蹈家协会常务理事。